# Натти Наташа
Наталия Александра Гутьеррес Батиста (исп. Natalia Alexandra Gutiérrez Batista), более известная как Натти Наташа (исп. Natti Natasha; 10 декабря 1986) — доминиканская певица и автор-исполнитель. Начала карьеру в 2012 году, выпустив дебютный мини-альбом All About Me на лейбле Orfanato Music Group, принадлежащем Дону Омару. В 2016 году после продолжительного перерыва вернулась на сцену с синглом «Otra Cosa», записанным совместно с Дэдди Янки. Широкую известность получила после выхода сингла «Criminal», записанного совместно с Осуной, а также после дуэтов «Sin Pijama» с Бекки Джи и «No Me Acuerdo» c Талией.
В феврале 2021 года Натти обручилась со своим менеджером Рафи Пиной. 22 мая 2021 года у пары родилась дочь Вида Изабелль Пина Гутьеррес.